# Mensonges (série télévisée, 2021)
Pour les articles homonymes, voir mensonge (homonymie).
Production
Diffusion
Mensonges est une mini-série française en 6 épisodes de 52 minutes créée par Alexandra Julhiet et Laurent Vignon, diffusée depuis le 30 juillet 2021 sur Salto et depuis le 2 septembre 2021 sur la chaîne TF1. Elle est une adaptation de la série britannique Liar : la nuit du mensonge, créée par Harry et Jack Williams et diffusée en 2017,.
En Suisse, elle est diffusée à partir du 27 août 2021 sur RTS Un. En Belgique, elle est diffusée sur RTL-TVI, à partir du 30 août 2021.

## Synopsis
Une attirance réciproque mène le chirurgien Thomas Villeneuve et la professeure Jeanne Sarlat à un rendez-vous au restaurant. La soirée passe et Jeanne se réveille au petit matin, nue, dans son lit sans se souvenir de quoi que ce soit hormis la soirée au restaurant. Elle pense qu'elle a été violée durant la nuit. Elle accuse Thomas qui, abasourdi, clame son innocence.

## Distribution

### Acteurs principaux
- Audrey Fleurot : Jeanne Sarlat
- Arnaud Ducret : Thomas Villeneuve
- Alice David : Chloé Marzin, sœur de Jeanne et collègue de Thomas
- Jean-Stan Du Pac : Lucas Villeneuve, fils de Thomas et élève de Jeanne
- Olivia Côte : la lieutenant Morgane Artaud
- Lionnel Astier : le lieutenant Guy Becker
- Amaury de Crayencour : Sébastien Fiorli, ex compagnon de Jeanne et policier aux stups
- Anne Azoulay : maître Vanessa Comolet, avocate de Thomas
- Cyril Gueï : Yann Marzin, mari de Chloé
- Arièle Semenoff : Nanou Villeneuve, mère de Thomas

### Acteurs secondaires
Crédités au générique, avec indication des épisodes :
- Gibril Boujrida : Marius, fils de Chloé et Yann  (1 à 6)
- Shaynez Boujrida : Rose, fille de Chloé et Yann  (1 à 6)
- Chrystelle Labaude : madame Ducazzi, directrice de la clinique (1 à 5)
- César Méric : docteur Cyril Hervieux, anesthésiste (1, 2, 3, 4, 6)
- Raphaël Kahn : Marc Perrin, gérant du club de kayak (1, 3, 4, 5, 6)
- Laurence Porteil : femme médecin (1)
- Lionel Abelanski : Denis Miron, ex directeur d'université de Jeanne (2)
- Louis-Nyls Gotrand : Hugo, camarade de classe de Lucas (1, 2)
- Anabel Sintes : élève (1, 2)
- Olivier Cabassut : M. Portel (1, 4)
- Laure-Kenza Aazizou : Yasmine Assad, copine de Lucas (2, 4, 5, 6)
- Sabrina Ahmed : mère de Yasmine (2)
- Saadia Bentaïeb : docteur Mireille Delafray, psychiatre de Jeanne (2)
- Maher Kamoun : proviseur Froissard (2, 6)
- Frédéric Maranber : capitaine Moreau (3)
- Stéphane Mathieu : policier (3, 6)
- Marie-France Kerdraon : Mme Letang, la voisine (3)
- Vincent Leenhardt : vétérinaire (4)
- Élise Diamant : Catherine Sevran, ex maîtresse de Thomas (4)
- Niseema Theillaud : Sylvie Martinot, belle-mère de Thomas (4)
- Julie Moulier : Nathalie Dufaux, compagne de maître Comolet (4 à 6)
- Pascal Rénéric : Pierre, responsable de la sécurité à la clinique (5)
- Anne Suarez : Charlène, policière en infiltration (6)

## Production

### Développement
Felicita Films adapte la série britannique à succès Liar : la nuit du mensonge de Harry et Jack Williams. Lionel Bailiu et Stéphanie Murat réalisent les 6 épisodes, dont l'un prend les trois premiers et l'autre, les trois derniers.

### Tournage
Le tournage a lieu à Collioure, Port-Vendres, Banyuls-sur-Mer, Argelès-sur-Mer et Perpignan dans les Pyrénées-Orientales, ainsi qu'à Toulouse dans la Haute-Garonne, en Occitanie, entre le 9 novembre 2020 et le 12 février 2021,,,.

### Fiche technique
Sauf indication contraire, les informations mentionnées dans cette section peuvent être confirmées par la base de données cinématographiques Allociné,  présente dans la section « Liens externes ».
- Titre original : Mensonges
- Création et scénario : Alexandra Julhiet et Laurent Vignon, d'après la série britannique Liar : la nuit du mensonge créée par Harry et Jack Williams
- Réalisation : Lionel Bailiu (épisodes 1 à 3) et Stéphanie Murat (épisodes 4 à 6)
- Musique : Laurent Juillet[1]
- Décors : Maria Moutot[13]
- Costumes : Josephine Gracia[13]
- Photographie : Pascal CAUBERE
- Montage : Dominique MARCOMBE
- Production : Marie Guillaumond
- Production exécutive : Marc Brunet[2]
- Sociétés de production : Felicita Films[4] ; TF1 Production (co-production)
- Société de distribution : TF1 Distribution
- Pays de production :  France
- Langue originale : français
- Format : couleur
- Genre : thriller dramatique
- Durée : 52 minutes

## Diffusion
En France, Salto lance la mini-série, le 30 juillet 2021, avant la diffusion télévisuelle à partir du 2 septembre 2021 sur TF1.
En Suisse romande, elle est diffusée depuis le 27 août 2021 sur RTS Un.

## Épisodes
La série comporte six épisodes dépourvus de titres.

## Audiences en France
| Épisode        | Diffusion               | Diffusion      | Audience moyenne          | Audience moyenne                       | Classement des audiences | Réf.   |
| Épisode        | Jour                    | Horaire        | Nombre de téléspectateurs | Part de marché (sur les 4 ans et plus) | Classement des audiences | Réf.   |
| -------------- | ----------------------- | -------------- | ------------------------- | -------------------------------------- | ------------------------ | ------ |
| 1              | Jeudi 2 septembre 2021  | 21:05 - 22:00  | 5 890 000                 | 26,7 %                                 | 1er                      | [ 14 ] |
| 2              | Jeudi 2 septembre 2021  | 22:00 - 22:55  | 5 240 000                 | 28 %                                   | 1er                      | [ 14 ] |
|                |                         |                |                           |                                        |                          |        |
| 3              | Jeudi 9 septembre 2021  | 21:05 - 22:00  | 5 608 000                 | 26,1 %                                 | 1er                      | [ 15 ] |
| 4              | Jeudi 9 septembre 2021  | 22:00 - 22:55  | 5 120 000                 | 29 %                                   | 1er                      | [ 15 ] |
|                |                         |                |                           |                                        |                          |        |
| 5              | Jeudi 16 septembre 2021 | 21:05 - 22:00  | 5 768 000                 | 27 %                                   | 1er                      | [ 16 ] |
| 6              | Jeudi 16 septembre 2021 | 22:00 - 22:55  | 5 310 000                 | 29,7 %                                 | 1er                      | [ 16 ] |
|                |                         |                |                           |                                        |                          |        |
| Moyenne finale | Moyenne finale          | Moyenne finale | 5 490 000                 | 27,7 %                                 | -                        | [ 17 ] |

- Le plus haut chiffre d'audience
- Le plus bas chiffre d'audience

## Accueil critique
Le magazine belge Moustique estime que « le fil narratif, bien construit, nous amène finalement à prendre parti pour l'un et l'autre avant la grande révélation » mais « ceux qui ont vu la série originale Liar [...] pourraient ne pas être totalement convaincus par le remake ».